# Efrajim Taburi
Efrajim Taburi (hebr.: אפרים תבורי, ang.: Efraim Taburi, ur. 5 września 1900 w Tulczynie, zm. 7 kwietnia 1957) – izraelski polityk, w latach 1949–1955 poseł do Knesetu z listy Mapai.

## Życiorys
Urodził się 5 września 1900 w Tulczynie w Imperium Rosyjskim. W 1934 wyemigrował do Palestyny
W pierwszych wyborach parlamentarnych w 1949 po raz pierwszy dostał się do izraelskiego parlamentu. W kolejnych wyborach ponownie zdobył mandat. Zasiadał w Knesetach I i II kadencji.
Zmarł 7 kwietnia 1957.